# Pallars Sobirà
Pallars Sobirà is een comarca van de Spaanse autonome regio Catalonië. Het is onderdeel van de provincie Lleida. In 2005 telde Pallars Sobirà 6883 inwoners op een oppervlakte van 1377,92 km². De hoofdstad van de comarca is Sort.

## Gemeenten
| Gemeente | Inwoners | Gemeente            | Inwoners | Gemeente          | Inwoners |
| -------- | -------- | ------------------- | -------- | ----------------- | -------- |
| Alins    | 248      | Alt Àneu            | 454      | Baix Pallars      | 380      |
| Espot    | 374      | Esterri d'Àneu      | 773      | Esterri de Cardós | 70       |
| Farrera  | 105      | La Guingueta d'Àneu | 354      | Lladorre          | 224      |
| Llavorsí | 334      | Rialp               | 631      | Soriguera         | 336      |
| Sort     | 2113     | Tírvia              | 124      | Vall de Cardós    | 363      |